# Afera Sokal
Afera Sokal, satirična podvala koju je u akademskim krugovima 1996. izveo Alan Sokal, ugledni profesor fizike na njujorškom sveučilištu. Predao je uredništvu postmodernog časopisa Social Text lažni članak pod naslovom "Transgressing the Boundaries: Towards a Transformative Hermeneutics of Quantum Gravity" (S onu stranu granice: Prema transformativnoj hermeneutici kvantne gravitacije), u kojem je tobože dekonstruirao principe kvantne fizike i zaključio kako je kvantna gravitacija društveni i jezični konstrukt. 
Uredništvo je prihvatilo i objavilo Sokalov rad u proljetno-ljetnom izdanju časopisa, ne prepoznavši da je riječ o podvali. Social Text u to vrijeme nije imao praksu stručnog recenziranja, pa članak prije objave nije poslan na čitanje fizičaru.
Kada je u svibnju 1996. članak izašao, Sokal je istoga dana u intervjuu za časopis Lingua Franca obznanio da je u rad namjerno dodao "gomilu gluposti". Izrazio je uvjerenje da su ga urednici Social Texta objavili samo zato što je "zvučao dobro", i "bio u skladu s njihovim ideološkim uvjerenjima". Priču o Sokalovoj podvali su prenijeli mnogi američki i britanski mediji.